# 프로텍터 (1985년 영화)
《프로텍터》(威龍猛探, The Protector)는 홍콩에서 제작된 성룡 감독의 1985년 액션 영화이다. 성룡 등이 주연으로 출연하였고 하관창 등이 제작에 참여하였다.

## 출연

### 주연
- 성룡
- 대니 에일로

### 조연
- 예첸원
- 이새봉
- 빅터 아놀드
- 선웨이
- 양췬
- 리하이성
- 풍극안
- 킴 베스
- 제스 캐머런-글리켄호스
- 알 세룰로
- 교굉
- 리처드 클락

## 기타
- 조감독: 진가신

## 한국어 더빙 성우진(KBS, 2002년 2월 13일)
- 김일 - 필립 (성룡)
- 장광 - 캐논 (대니 에일로)
- 문영래 - 고빌리 (교굉)
- 이재용 - 두목 (샌디 알렉산더)
- 김익태 - 과장
- 김창주 - 국장 (빅터 아놀드)
- 정옥주 - 로라 (사운 엘리스)
- 조진숙 - 사리 (이새봉)
- 이승주 - 베니 (빌 월래스)
- 임성표 - 오용
- 유영환
- 정미경
- 정훈석
- 류다무현
- 유동균